# Berestejska (metrostation)
Berestejska (Oekraïens: Берестейська, ⓘ) is een station van de metro van Kiev. Het station maakt deel uit van de Svjatosjynsko-Brovarska-lijn en werd geopend op 5 november 1971. Het metrostation bevindt zich aan de rand van een industriegebied in het westen van Kiev. Station Berestejska dankt naam ("Brest") aan het feit dat de hoofdweg waaronder het is gelegen naar de Wit-Russische stad Brest voert. Voor 1991 heette het station Zjovtneva ("Oktober").
Samen met Nyvky en Svjatosjyn behoort station Berestejska tot de eerste Kievse metrostations die ondiep gelegen zijn en volgens de openbouwmethode werden aangelegd. In de perronhal zijn twee rijen vierkante, met glanzend metaal bedekte zuilen te vinden. De wanden langs de sporen zijn bekleed met oranje en zwarte keramische tegels, de vloer is afgewerkt met rood natuursteen. De verlichting is aangebracht aan de bovenzijde van de zuilen en in ronde openingen in het plafond. Aan de met roze marmer beklede wand aan het einde van de perronhal hing oorspronkelijk een bronzen portret van Vladimir Lenin in bas-reliëf; aan het begin van de jaren 1990 werd het verwijderd.
Station Berestejska heeft geen bovengronds toegangsgebouw, maar een ondergrondse stationshal, die verbonden is met een voetgangerstunnel onder de Prospekt Peremohy (Overwinningslaan).